# مارسيا جونز
مارسيا جونز (بالإنجليزية: Marcia Mae Jones)‏ هي ممثلة أمريكية، ولدت في 1 أغسطس 1924 بلوس أنجلوس في الولايات المتحدة، وتوفيت في 2 سبتمبر 2007 في الولايات المتحدة بسبب ذات الرئة.

## أعمال

### أفلام
- (1931) البطل
- (1937) حياة إميل زولا
- (1973) الطريق الذي كنا عليه[5]

## وصلات خارجية
- مارسيا جونز على موقع IMDb (الإنجليزية)
- مارسيا جونز على موقع تيرنر كلاسيك موفيز (الإنجليزية)
- مارسيا جونز على موقع أول موفي (الإنجليزية)
- مارسيا جونز على موقع قاعدة بيانات الفيلم (الإنجليزية)